# Santa Maria Fellana
Santa Maria Fellana è una frazione del comune di Sant'Angelo Le Fratte, in provincia di Potenza.
La frazione conta pochi abitanti, non è molto grande e nemmeno molto accentrata. È costituita infatti da varie case rurali sparse nel territorio. L'attività principale è quella agricola e silvo-pastorale.

## Monumenti e luoghi d'interesse
Di notevole interesse è la Villa Giacchetti, uno dei rari esempi di stile rococò in Basilicata, risalente al XVIII secolo. Annessa alla villa è una piccola chiesetta dove ogni anno, l'8 agosto, si celebra la festa della Madonna delle Nevi. La villa non è visitabile poiché di proprietà privata.